# Mercedes-Benz Arocs
Mercedes-Benz Arocs – ciężki samochód ciężarowy przeznaczony do transportu budowlanego produkowany przez niemieckiego producenta Mercedes-Benz od 2013 roku.

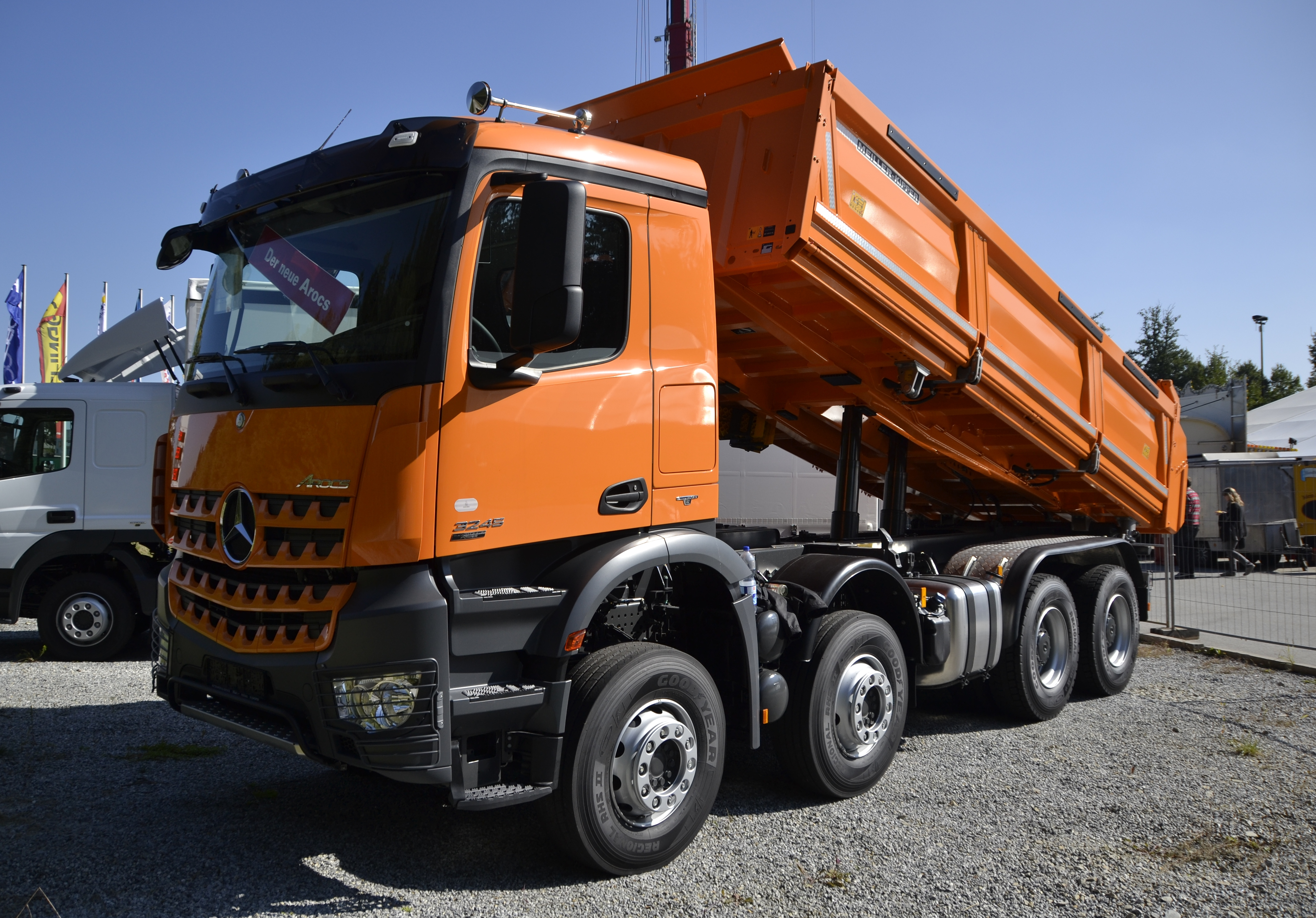
Mercedes-Benz Arocs czteroosiowa wywrotka

Samochód stworzono, by wypełnić lukę pomiędzy przeznaczonym do transportu dystrybucyjnego Mercedesem Antosem, a przeznaczonym do transportu dalekobieżnego Actrosem MP4.
Pojazd dostępny jest jako wywrotka, wywrotka z napędem na wszystkie koła, betonomieszarka, ciągnik siodłowy z ramą pod zabudowę z dwoma, trzema lub czterema osiami z dwoma wariantami kabiny kierowcy.
Silniki pojazdu dostępne są w 16 wariantach mocy: od 175 kW (238 KM) do 460 kW (625 KM). Wszystkie silniki będą zgodne z normą emisji spalin Euro VI.

## Wersje
- Loader
- Grounder